# Wizje symultaniczne
Wizje symultaniczne (wł. Visioni simultanee) – obraz olejny Umberta Boccioniego, namalowany w 1911 roku, przedstawiający futurystyczną wizję miejskiego ruchu ulicznego. Obraz znajduje się obecnie w zbiorach Von der Heydt-Museum.

## Opis
Obraz przedstawia nowoczesne miasto jako odmęt, oddany przez narożniki, które spotykają się, przecinają i przechodzą w poprzek siebie tworząc koncentryczne formy, uosabiające ruch wirowy i przecinające płaszczyzny, wskazujące na dynamiczny i szybki upływ czasu. „Symultaniczność to dla nas liryczna egzaltacja plastycznym przejawem nowego absolutu – prędkości, nowego i wspaniałego widowiska – współczesnego życia; nowej gorączki – naukowego odkrycia” – pisał Boccioni. W swych Wizjach symultanicznych wyraził on konieczność „zamerykanizowania się, aby móc wejść w dominujący wir nowoczesności z jej tłumami, samochodami, telegrafami, dzielnicami klas niższych, dźwiękami, przemocą, okrucieństwem, cynizmem i karierowiczostwem”.

## Technika
Obraz cechują surowe i ostre pociągnięcia pędzla oraz gwałtowne, niemal nieprzyjemne tonacje barw. Zderzenie ich oddaje emocję powstałą pod wpływem masy bodźców wizualnych i akustycznych, jakie wytwarza nowoczesne miasto.

## Inspiracja
Obraz powstał pod wpływem wzorców kubistycznych, chociaż technika szrafowania przypomina eksperymenty artysty z dywizjonizmem. Według Maurizia Calvesiego (1976), obraz ma swoje korzenie w widokach Wieży Eiffla malowanych przez Delaunaya; dotyczy to zarówno widoku zapadających się domów, skupiających w centrum obrazu, jak i umieszczenia postaci kobiety przy oknie. Twarz kobiety w Wizjach symultanicznych pojawia się dwa razy, jakby była odbiciem w lustrze lub w oknie, lub jakby była widziana z dwóch różnych punktów obserwacyjnych, na tle krążących wokół i spadających domów.
Boccioni z dramatyczną emfazą zinterpretował przepływ sił i dynamicznych relacji pomiędzy obiektami, podkreślając poprzez penetracje i przecięcia form liczne napięcia.